# Stelnik
Stelnik je naselje v Občini Kostel.